# Papá a toda madre
Papá a toda madre è una telenovela messicana trasmessa su Las Estrellas dal 23 ottobre 2017 all'11 marzo 2018.

## Trama
Quattro padri di età diverse e una coppia gay, che hanno un cambiamento radicale nelle loro vite assumendo il loro ruolo di genitori; Mauricio López-Garza è un bell'uomo affascinante che lavora in un negozio di giocattoli per bambini, ma che, paradossalmente, non ama i bambini, non fa altro che sprecare soldi e godersi la bella vita. Mauricio è abituato a chiedere ad altri di risolvere i suoi problemi; quindi la sua compagnia di giocattoli è gestita da Fabián Carbajal, il suo migliore amico fin dall'infanzia. Dopo un po' la società di Mauricio diventa bancarotta e il suo stipendio diminuisce, quindi decide di sposare la figlia di un investitore, che ha una posizione economica e che può risolverlo da tutti i suoi problemi finanziari. Il giorno del matrimonio di Mauricio una bambina, Anifer, interrompe il matrimonio, sostenendo che Mauricio è suo padre. Dopo lo scandalo, il matrimonio di Mauricio è sospeso. Ora deve prendersi cura di sua figlia, ma i problemi iniziano presto quando è costretto a pagare tutti i suoi debiti e la sua società fallisce. Per questo motivo Mauricio è costretto a lasciare il suo stile di vita sontuoso e trasferirsi in un barrio. Lì diventa vicino a molte persone rimaste senza lavoro a causa della sua fabbrica "Logatoys". Nella sua nuova casa con sua figlia, Mauricio deve vivere con i suoi nuovi vicini e Renée, un giovane e bellissimo ingegnere che lavorava nella sua fabbrica. Renée non crede nell'amore, ma si innamora di lui e decide di aiutarlo con sua figlia e trasformarlo in un uomo buono.
D'altra parte, sono Jorge Turrubiates, un avvocato severo e conservatore, che al divorzio di sua moglie è lasciato in carico ai suoi due figli che, per loro sfortuna, stanno entrando nella piena età dell'adolescenza. Toño Barrientos, un ingegnere informatico che ha scambiato ruoli con sua moglie, che ora sarà il fornitore della casa assegnandogli il ruolo di "padrone di casa", lasciandolo alle cure dei suoi tre figli. Nerón Machuca, un vedovo che, nonostante creda che il lavoro di suo padre sia finito - i suoi figli sono già più grandi - e per l'amore di una donna di vent'anni più giovane, torna ad essere il padre di un bellissimo bambino che spesso confondono con sua nipote.

## Personaggi
- Mauricio López-Garza, interpretato da Sebastián Rulli
- Renée Sánchez Moreno, interpretata da Maite Perroni
- Fabián Carvajal, interpretato da Mark Tacher
- Nerón Machuca, interpretato da Juan Carlos Barreto
- Jorge Turrubiates, interpretato da Sergio Mur
- Toño Barrientos, interpretato da Raúl Araiza